# Коктал (Маканчинский район)
Коктал (каз. Көктал) — село в Маканчинском районе Абайской области Казахстана. Административный центр и единственный населённый пункт Коктальского сельского округа. Код КАТО — 636459100.

## Население
В 1999 году население села составляло 1022 человека (511 мужчин и 511 женщин). По данным переписи 2009 года, в селе проживало 769 человек (416 мужчин и 353 женщины).